# Teodor II (egzarcha)
Teodor II – egzarcha Rawenny w latach 677–687.
Jako egzarcha zatwierdził wybór papieża Konona. 